# Ароматизація нафти
Ароматиза́ція на́фти — процес хімічної переробки нафти або нафтопродуктів з метою збагачення ароматичними вуглеводнями: (бензеном, толуолом та ін.).

## Засновки щодо застосування
Ароматизацію застосовують для одержання бензинів з високими антидетонаційними властивостями (високими октановими числами) і для одержання ароматичних вуглеводнів.
Найдавніший спосіб ароматизації — піроліз. Ним користувались ще в 70-х рр. 19 ст. для добування нафтового газу. При цьому утворювався також нафтовий дьоготь, багатий на аромат, вуглеводні.
1916—17 в Баку було організовано виробництво толуолу й бензену піролізом нафти. Тепер найпоширеніші каталітичні методи ароматизації, які ґрунтуються в основному на реакції М. Д. Зелінського, тобто реакції каталітичної дегідрогенізації нафтенових вуглеводнів і на реакції каталітичної дегідроциклізації насичених вуглеводнів, відкритій 1936—1937 Б. О. Казанським, А. Ф. Плате, Б. Л. Молдавським і В. І. Каржевим.
В промисловості ці процеси провадять при 450—500° при наявності каталізаторів: оксидів хрому, алюмінію, молібдену або платини.